# Aeroportul Víctor Lafón
Aeroportul Víctor Lafón (IATA: SSD, ICAO: SCSF) este un aeroport din Provincia San Felipe Aconcagua, Regiunea Valparaíso, Chile ce deservește zona San Felipe.
Situat la o altitudine de 665 m, aeroportul dispune de o singură pistă.